# Stanisławów (powiat kłobucki)
Stanisławów – wieś w Polsce, położona w województwie śląskim, w powiecie kłobuckim, w gminie Lipie.
| SIMC    | Nazwa   | Rodzaj    |
| ------- | ------- | --------- |
| 0138098 | Na Polu | część wsi |

W latach 1975–1998 miejscowość należała administracyjnie do województwa częstochowskiego.